# Songs For Saxophone – Live
Songs For Saxophone – Live er et livealbum fra det dansk pop-rockorkester Moonjam. Det blev udgivet i 1999.

## Spor
1. "You Might Need Somebody" - 6:14
2. "Anywhere Is" - 6:13
3. "Leave Me Like A Friend" - 4:47
4. "Two Parrots" - 6:27
5. "Sarai" - 6:19
6. "Salsa Olympia" - 6:42
7. "Saxophonesong" - 6:10
8. "Moonjamjam" - 4:49
9. "What Can I Do Now" - 3:55